# Frederiksværk
Frederiksværk är en tätort och stad på norra Själland i östra Danmark som sedan 1 januari 2007 utgör centralort i Halsnæs kommun (tidigare i Frederiksværk kommun). Tätorten har 12 815 invånare (2023).
Här anlades 1756 av Johan Frederik Classen Frederiksværks krutfabrik och kanongjuteri, som senare övergick till staten. Senare tillkom maskin-, metall- och cementfabriker. Frederiksværk erhöll stadsrättigheter 1907.

## Bilder

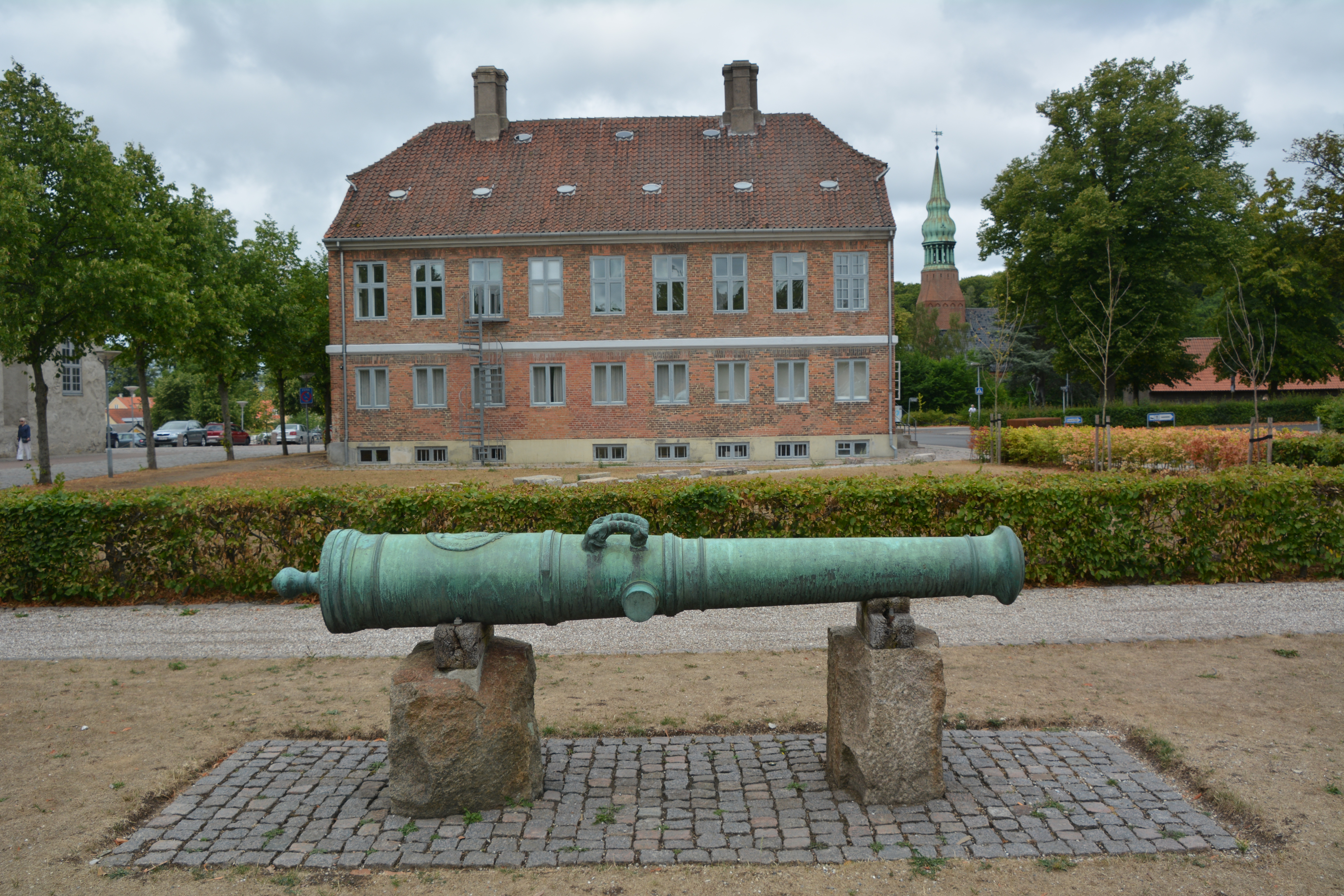
Palæet
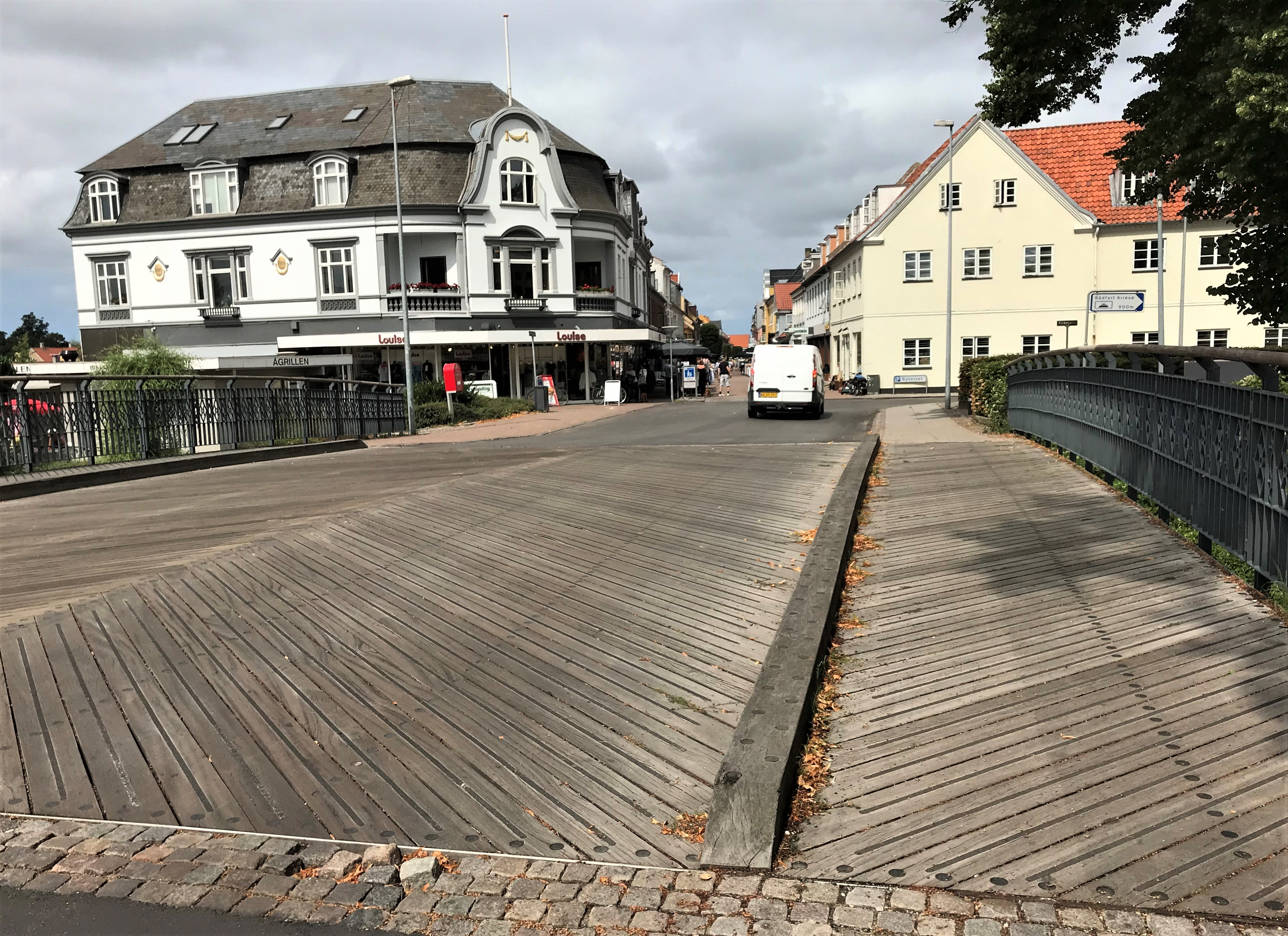
Nørregade
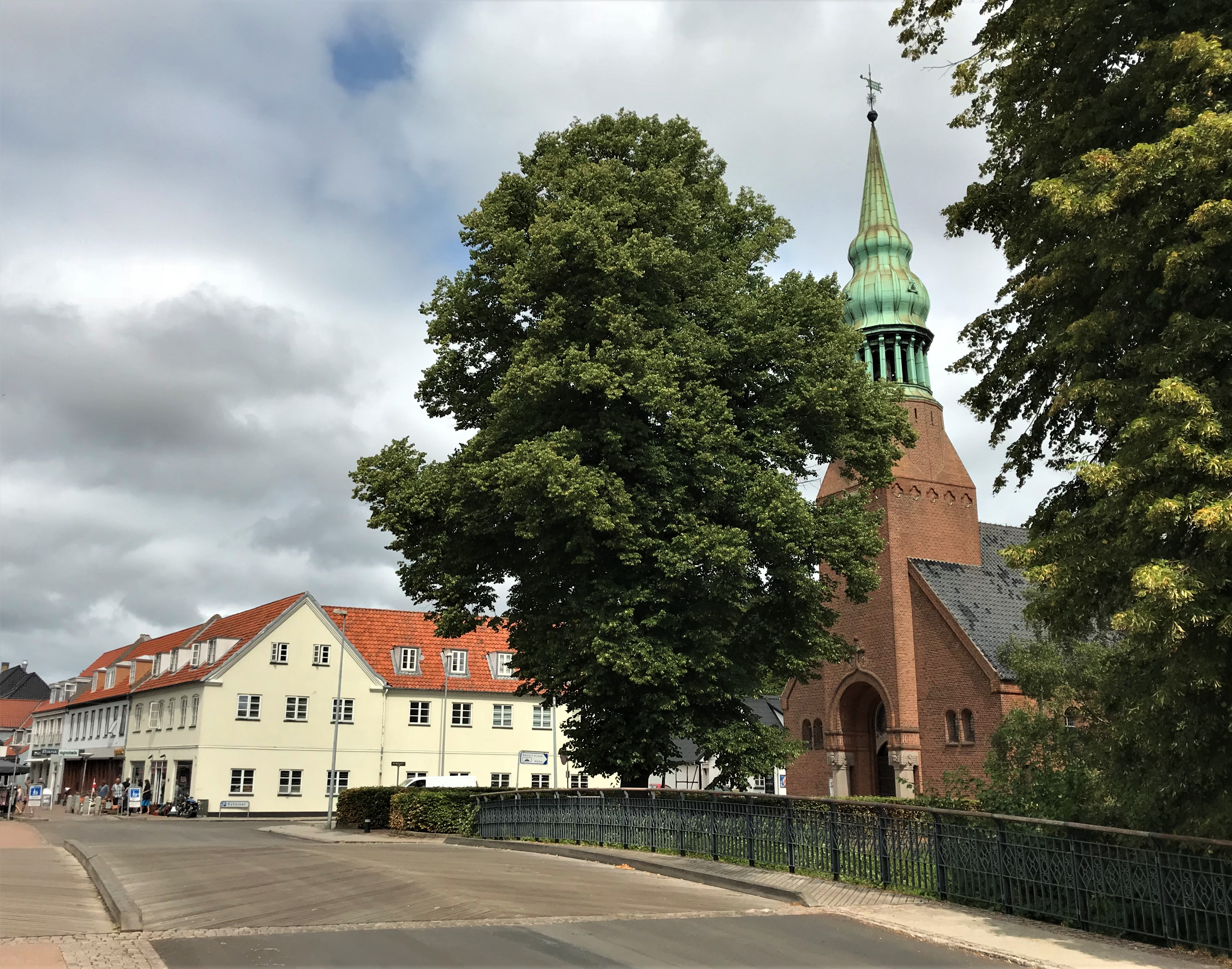
Frederiksvaerks kyrka vid korsningen av Nørregade och Kirkegade
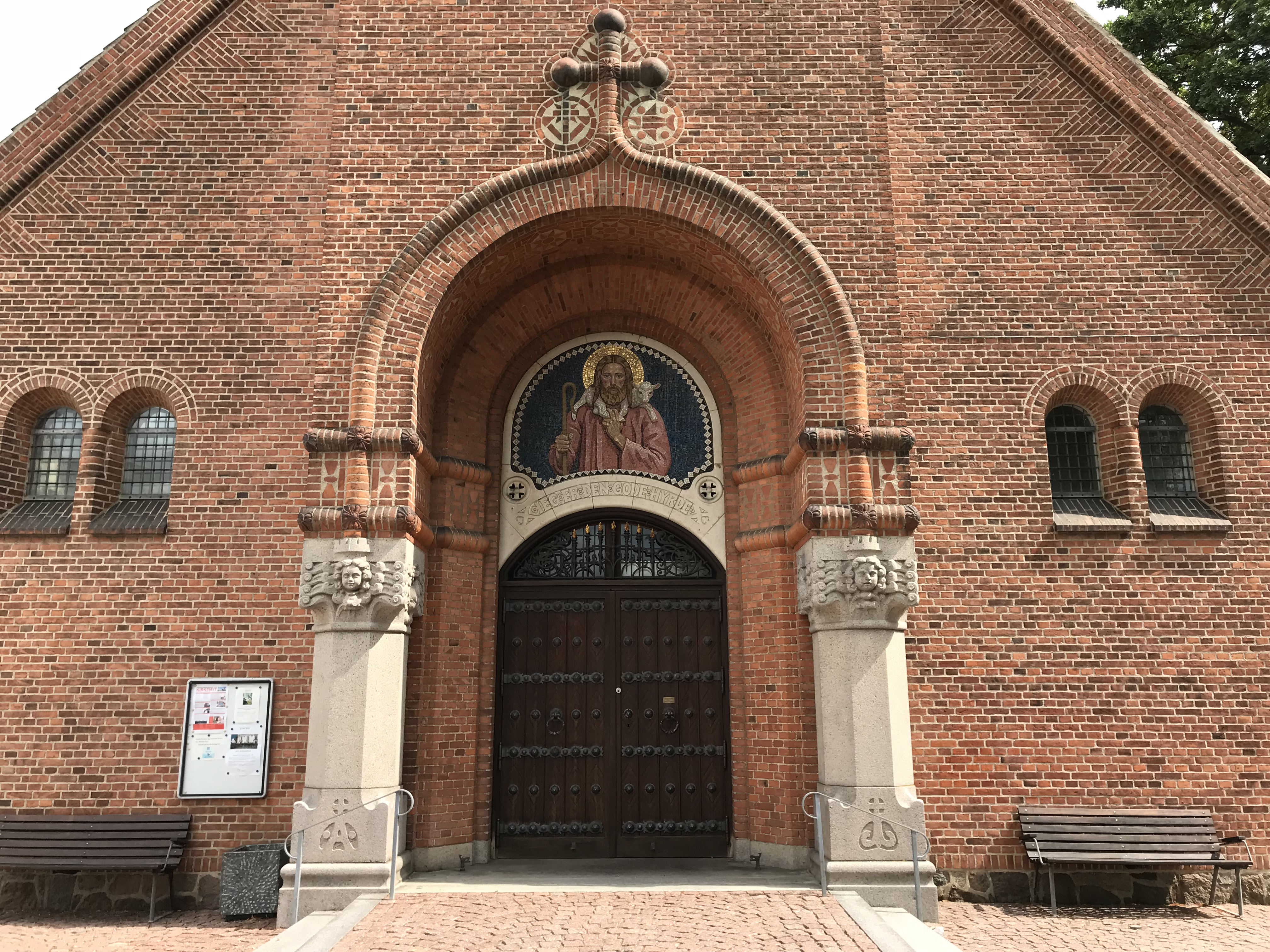
Ingången till Frederiksvaerks kyrka med mosaiken "Den gode herden" av Niels Skovgaard ovanför